# Adămuș
Adămuș (węg. Ádámos) – wieś w Rumunii, w okręgu Marusza, w gminie Adămuș. W 2011 roku liczyła 1969 mieszkańców.